# Johann Christoph Denner
Johann Christoph Denner (* 13. August 1655 in Leipzig; † 20. April 1707 in Nürnberg) war ein deutscher Musikinstrumentenbauer und gilt als Erfinder der Klarinette.

## Leben

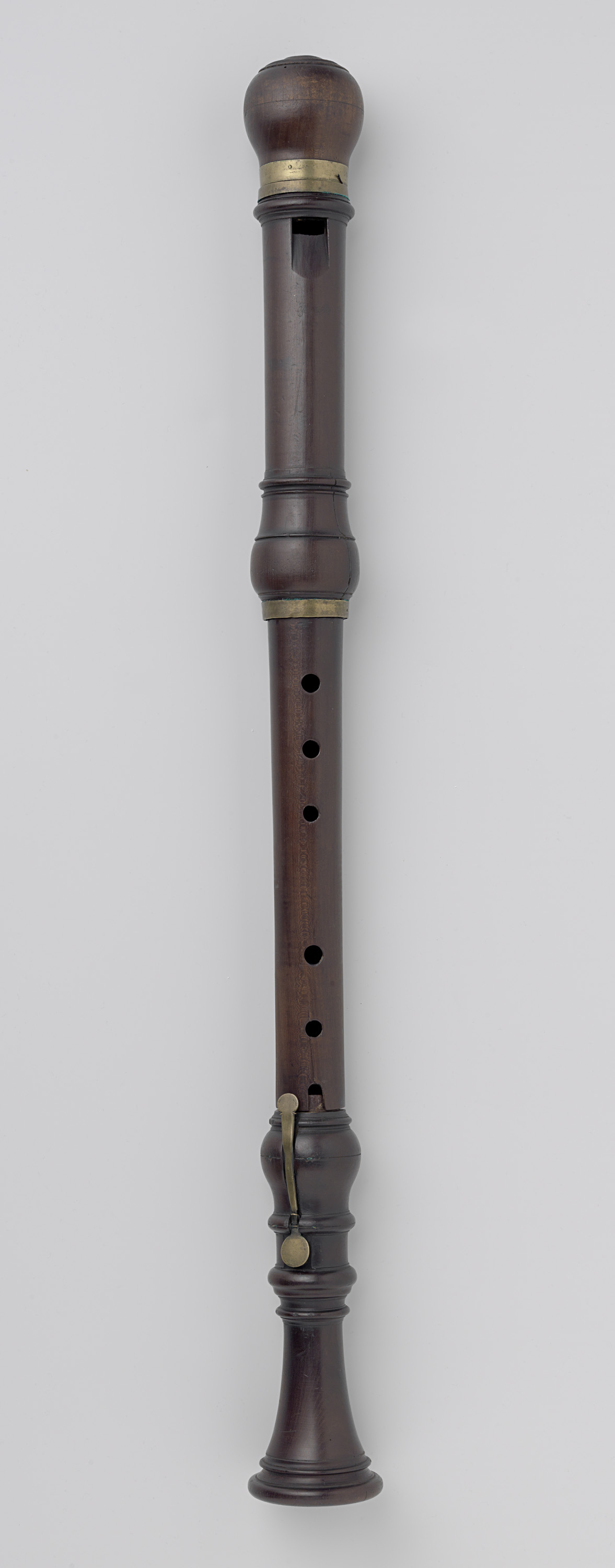
Denner-Bassblockflöte

Der Drechsler Johann Christoph Denner war der erste Instrumentenbauer, der die Holzblasinstrumente neueren Typs, wie sie in Frankreich nach 1650 entwickelt wurden, im deutschsprachigen Raum erfolgreich herstellte, insbesondere die aus der Schalmei (Pommer) abgeleitete Oboe, aber auch die Blockflöte. Nach Angaben von Johann Gabriel Doppelmayr (1677–1750) hat er um 1700, nach anderen Angaben am 14. Januar 1690, die Klarinette erfunden, indem er die Zahl der Bohrlöcher des Chalumeau von sechs auf acht erweiterte, von denen er zwei mit einer Klappe als „Verlängerung der Finger“ versah, dass es, was zuvor nicht möglich war, überblasen werden konnte und so einen der zeitgenössischen Musik angemessenen Tonumfang erhielt. Die durch das Überblasen entstehenden Töne erhielten wegen ihres Klanges, der an den der Barocktrompete erinnerte, die Bezeichnung „Clarinregister“ (die Spielweise der Barocktrompete war das „Clarin-Spiel“, also die Entwicklung der Tonleiter ausschließlich aus Naturtönen). Daraus entstand die Bezeichnung „Clarinette“ für das Instrument. Die Klarinette setzte sich zwar erst um 1740 in der praktischen Musik durch, doch wurde sie bald an allen Orchestern eines der wichtigsten Instrumente.
Denner gründete eine Musikinstrumentenfabrik, die unter seinen Söhnen, darunter Jacob Denner (1681–1735), einen größeren Aufschwung erfuhr.